# Crassula multicaulis
Crassula multicaulis ist eine Pflanzenart der Gattung Dickblatt (Crassula) in der Familie der Dickblattgewächse (Crassulaceae). 

## Beschreibung
Crassula multicaulis ist eine kleine krautige Pflanze, die Wuchshöhen von bis zu 3 Zentimeter erreicht und mehr oder weniger offene Gruppen bildet. Die niederliegenden Triebe wurzeln an den Knoten und besitzen aufsteigende Spitzen. Die Internodien sind bis zu 1 Zentimeter voneinander entfernt. Meist ist der Abstand zwischen ihnen jedoch kürzer.  Die fleischigen, eiförmig-pfriemlichen Laubblätter sind etwa 2 Millimeter lang. Sie sind zugespitzt und tragen ein mehr oder weniger aufgesetztes Spitzchen. An kurzen Seitentrieben sind die Blätter etwas ziegelförmig angeordnet.
Die vierzähligen Blüten sind kurz gestielt und weisen einen Durchmesser von 2,5 bis 3,5 Millimeter auf. Ihr Kelch ist bis etwa zur Hälfte geteilt. Die breit pfriemlichen Kronblätter sind zugespitzt. Die Kelchblätter sind doppelt so lang wie die Kronblätter. Sie sind rosafarben bis weiß, breit länglich und stumpf gerundet. Der dünne Griffel ist zurückgebogen. Je Fruchtblatt werden acht Samen ausgebildet.

## Systematik und Verbreitung
Crassula multicaulis ist in Neuseeland lokal im feuchten Grasland der Hügelzone und an nassen Stellen verbreitet.
Die Erstbeschreibung als Tillaea multicaulis durch Donald Petrie wurde 1887 veröffentlicht. Anthony Peter Druce und  David Roger Given stellten die Art 1984 in die Gattung Crassula.

## Nachweise